# Gräberfeld Münsingen-Rain

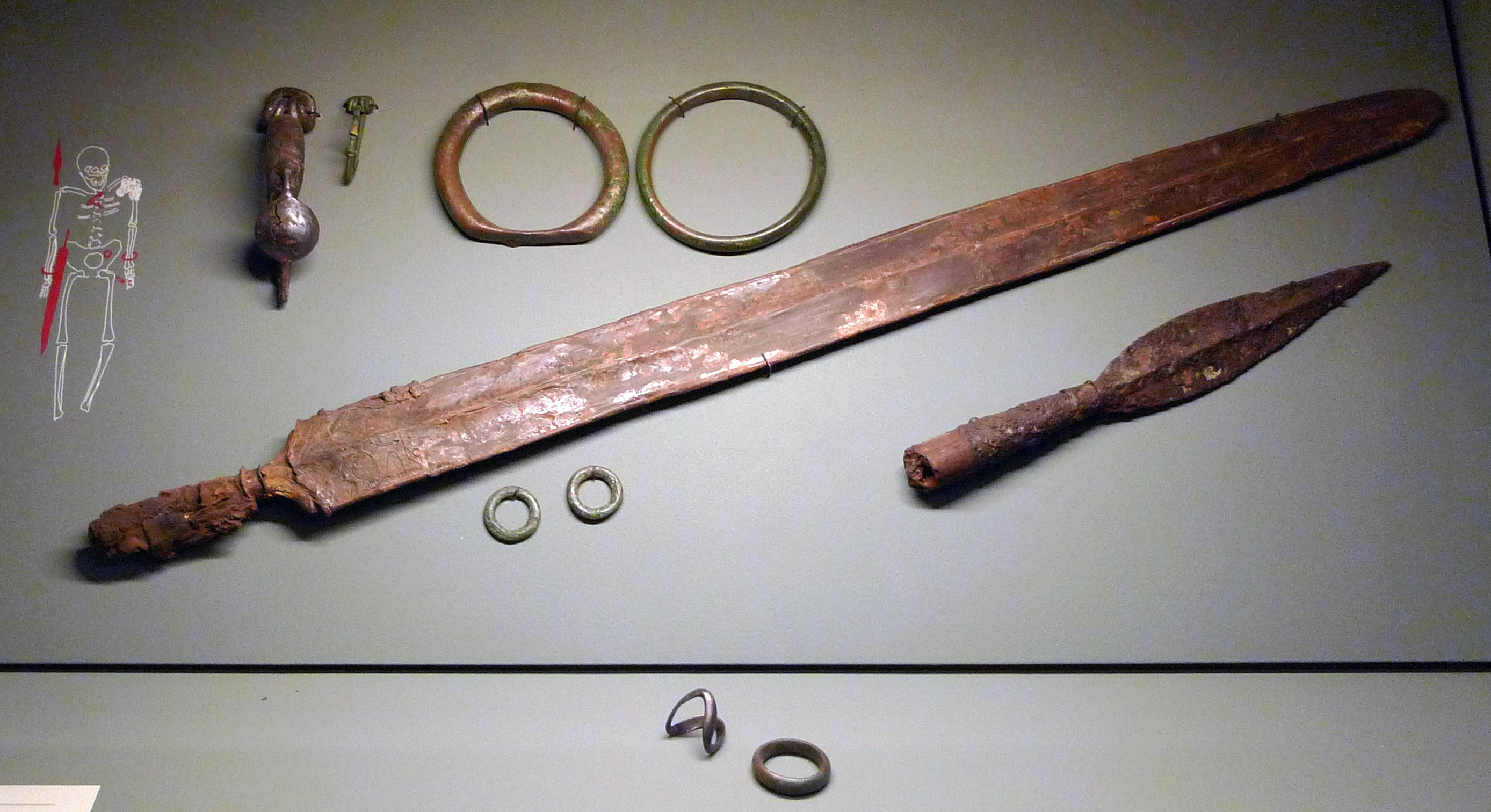
Grabbeigaben eines Mannes aus Grab Nr. 138

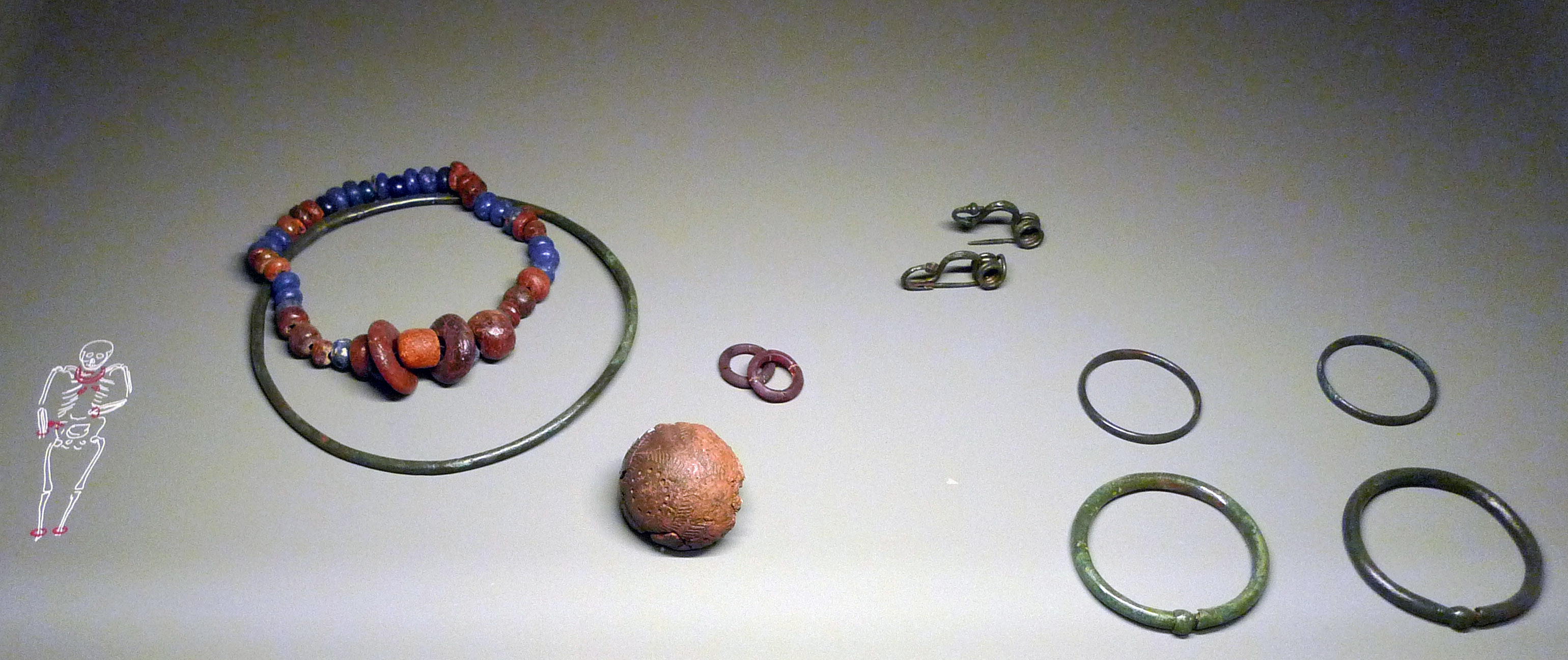
Grabbeigaben eines Mädchens aus Grab Nr. 23

Das Gräberfeld von Münsingen-Rain ist eine archäologische Grabungsstätte bei Münsingen im Kanton Bern, Schweiz.
Es wurde 1904 beim Kiesabbau entdeckt. Anschliessend wurde es bis 1906 unter der Leitung von Jakob Widmer-Stern archäologisch untersucht. Das Gräberfeld ist in die frühe bis mittlere Latènezeit zu datieren. Auf diesem keltischen Friedhof konnten über 200 Gräber nachgewiesen werden. Das Gräberfeld von Münsingen befand sich auf einem terrassenartigen Gelände, wie es auch bei weiteren latènezeitlichen Gräberfeldern öfters der Fall war.
Häufige Grabbeigabenfunde waren in den Männergräbern Waffen wie Schwerter, manchmal durch eine Lanze oder einen Schild ergänzt. Ein weiteres Attribut, das nur in Männergräbern auftrat, waren Fleischbeigaben. Die Grabbeigaben der Frauen waren Fibeln, Hals-, Arm-, Fuss- und Fingerringe, sowie Bernsteinperlen in Mädchengräbern. Einige Gräber waren beigabenlos.
Auffällig ist, dass sich weniger wertvoll ausgestattete Gräber um
Gräber mit relativ wertvollen Grabbeigaben gruppierten. Durch diese Erkenntnis konnte man das Gräberfeld in fünf Bezirke einteilen mit jeweils einem Hauptgrab von einer Frau und einem Mann. Eine weitere Erkenntnis ist, dass man bei den jüngeren Bezirken nach und nach von den Körperbestattungen zu den Brandbestattungen überging.